# Eternal Sunshine (песня)
«Eternal Sunshine» (с англ. — «Вечное сияние») — песня американской певицы и автора песен Арианы Гранде. Она была выпущена 8 марта 2024 года на лейбле Republic в составе седьмого студийного альбома исполнительницы Eternal Sunshine (2024). Песня была написана и спродюсирована Гранде, Максом Мартином, Ильёй Салманзаде, Шинтаро Ясудой и Davidor. Композиция, выдержанная в жанрах R&B и трэп-поп, получила своё название от американского фильма «Вечное сияние чистого разума» (2004), содержит множество лирических отсылок к фильму, в том числе то, как Гранде «стирает свой разум» от воспоминаний.

## Композиция
«Eternal Sunshine» длится три минуты и тридцать секунд. Песня описывается музыкальными критиками как «лёгкая» и «успокаивающая», в стиле R&B и трэп среднего темпа. В интервью, посвящённом альбому, Гранде упомянула, что это была одна из первых двух песен, которые она написала для альбома, наряду с открывающим треком «Intro (End of the World)».
Песня плавно переходит из «Saturn Returns Interlude», которая заканчивается повторением слов «проснись», намекающих на обретение большей ясности ума, предположительно благодаря отношениям. Лирически Гранде примиряется с судьбой прошедших отношений, перечисляя свои личные обиды бывшему и намекая на то, что она «стёрла» из памяти эти отношения. В тексте присутствуют многочисленные отсылки к одноимённому фильму, где Гранде называет бывшего возлюбленного своим «вечным сиянием». Также в тексте упоминается игровая консоль Atari, а в продакшене использован 8-битный звуковой эффект. В бридже песни используется интерполяция трека «Just for Now» Имоджен Хип.

## Чарты
| Чарты (2024)                        | Высшая позиция |
| ----------------------------------- | -------------- |
| Австралия (ARIA)                    | 22             |
| Канада (Billboard Canadian Hot 100) | 23             |
| Франция (SNEP)                      | 75             |
| Мир (Billboard Global 200)          | 13             |
| Греция (IFPI)                       | 20             |
| Новая Зеландия (Recorded Music NZ)  | 25             |
| Польша (Polish Streaming Top 100)   | 85             |
| Португалия (AFP)                    | 35             |
| Швеция (Sverigetopplistan)          | 13             |
| Великобритания (OCC)                | 25             |
| США (Billboard Hot 100)             | 23             |

## Сертификации
| Регион                                                                      | Сертификация | Продажи |
| --------------------------------------------------------------------------- | ------------ | ------- |
| Бразилия (ABPD)                                                             | Золотой      | 20 000  |
| Данные о продажах + прослушиваниях приведены только на основе сертификации. |              |         |